# Pierre Marie Gallois
Pierre Marie Gallois (* 29. Juni 1911 in Turin, Italien; † 23. August 2010 in Paris, Frankreich) war ein französischer Brigadegeneral der Luftwaffe und Geostratege. Er wird auch als Vater der französischen Atombombe bezeichnet.

## Leben und Karriere
Pierre Marie Gallois wird als Sohn einer verarmten bürgerlichen Familie geboren. Seine höhere Schulbildung erhielt er unter anderem am Lycée Janson de Sailly in Paris.
Nach einer militärischen Ausbildung in Versailles wird er, 1936, Unterleutnant bei einer in Colomb-Bechar in der Sahara stationierten Fliegerstaffel. Im selben Jahr erfolgt die Beförderung zum Leutnant. Im Jahr 1939 wird er in den Generalstab in Algier versetzt.
1943 setzt er sich nach Großbritannien ab, wo er als Navigator von britischen Bombern an Angriffen auf Gebiete der Achsenmächte teilnimmt.
Nach einem Ausflug in die zivile Luftfahrt arbeitet Gallois ab 1948 im Stab des Oberkommandos der Armée de l’air. Als Experte auf dem Gebiet der Rüstung und der industriellen Produktion stellt er den ersten Fünfjahresplan zur Luftrüstung, der 1950 durch das Parlament akzeptiert wird. Er beteiligt sich auch an Überlegungen zu einer Luftrüstung auf europäischer Ebene.
1953, mittlerweile im Rang eines Obersts, wird er dem Stab des französischen Verteidigungsministers zugeteilt. Parallel ist er auch dem Supreme Headquarters Allied Powers Europe zugeteilt, wo er Mitglied einer Forschungsgruppe ist, die sich mit den Konsequenzen für Geopolitik und Militärstrategie auseinandersetzt, die sich aus der Existenz von Massenvernichtungswaffen ergeben. Er setzt sich früh für eine französische Atombombe ein. In diesem Zusammenhang spricht er von „persönlicher Abschreckung“ und vertritt die Idee einer Einschüchterung des „Schwachen gegenüber dem Starken“. Er ist einer der Väter von Gerboise bleue, dem Projekt, welches schlussendlich zur französischen Atombombe führen sollte. Im Rahmen seiner Tätigkeiten ist er häufiger in den Vereinigten Staaten unterwegs, wo er 1955 einem Kernwaffentest beiwohnt.
1957 wird er in den Ruhestand versetzt. Er bekleidete zuletzt den Rang eines Brigadegenerals.
Nach seiner aktiven Zeit beschäftigte er sich weiter mit Problemen der Geopolitik. In diesem Fach gab er Vorlesungen an einer Vielzahl von Universitäten und Militärschulen in Frankreich und der Welt.
Politisch setzte er sich für eine eigenständige Außenpolitik Frankreichs ein und befürwortete 2005 ein „Nein“ beim Referendum zum Vertrag über eine Verfassung für Europa.

## Bücher
- 1957: L'Europe au défi, Plon (en collaboration)
- 1960: Stratégie de l'âge nucléaire, Calman-Lévy
- 1961: L'Alliance atlantique, Berger-Levrault (en collaboration)
- 1961: Balance of terror, Houghton and Miffin, New York
- 1962: Europas Schutz, Condor Verlag
- 1967: Paradoxes de la paix, Presse du Temps Présent
- 1972: L'Europe change de maître, L'Herne
- 1975: La Grande Berne, Plon
- 1976: L'Adieu aux armées, Albin Michel
- 1977: Le Renoncement, Plon
- 1985: La Guerre des cent secondes, Fayard
- 1990: Géopolitique, les voies de la puissance, Plon
- 1992: Geopolitica, los caminos del poder, Éditions Ejércitos, Madrid
- 1994: Livre noir sur la défense, Plon
- 1995: Le Sang du pétrole - tome I: Irak - tome II: Bosnie, L'Âge d'Homme
- 1995: Le Soleil d'Allah aveugle l'Occident, L'Âge d'Homme
- 1999: Le Sablier du siècle, L'Âge d'Homme
- 1999: La France sort-elle de l'Histoire ?, L'Âge d'Homme
- 2001: Le Réquisitoire, L'Âge d'Homme
- 2001: Écrits de guerre, L'Âge d'Homme
- 2001: Mémoires des ondes, L'Âge d'Homme
- 2001: Le Consentement fatal, Éditions Textuel
- 2002: L'Année du terrorisme, L'Âge d'Homme
- 2002: Devoir de vérité, Le Cerf
- 2003: L'Année des fiascos, L'Âge d'Homme
- 2004: L'Heure fatale de l'Occident, L'Âge d'Homme
- 2005: Vichy - Alger - Londres, L'Âge d'Homme
- 2007: Manifeste pour une Europe des peuples (en collaboration), Éditions du Rouvre